# Provincia de Prusia
La provincia de Prusia (en alemán: Provinz Preußen) fue una provincia del reino de Prusia de 1829-1878 creada a partir de las provincias de Prusia Oriental y Prusia Occidental.
Para diferenciar Prusia Oriental, el territorio del antiguo Ducado de Prusia, del posterior reino de Prusia, el término "provincia de Prusia" también fue usado para designar la región tras la coronación del rey Federico I de Prusia en 1701.
Después de la Primera Partición de Polonia en 1772, fueron creadas las provincias de Prusia Oriental y Occidental en 1773. Prusia Oriental fue creada a partir del territorio del antiguo Ducado de Prusia y Ermland, mientras que Prusia Occidental ocupaba mayormente el territorio de la antigua región de Prusia Real.
El 13 de abril de 1824, las provincias de Prusia Oriental y Prusia Occidental se unieron en unión personal, y desde el 3 de diciembre de 1829, en una unión real. El 1 de abril de 1878, la provincia unificada de Prusia fue nuevamente dividida en las provincias de Prusia Occidental y Prusia Oriental.

## Presidentes de la Provincia de Prusia
- 1824-1842: Theodor von Schön
- 1842-1848: Carl Wilhelm von Bötticher
- 1848-1849: Rudolf von Auerswald
- 1849-1850: Eduard von Flottwell
- 1850-1868: Franz August Eichmann
- 1868-1878: Karl von Horn